# Смородский, Пётр Владимирович
Пётр Владимирович Смородский (укр. Петро Володимирович Смородський; 5 июля 1891, Старая Рафаловка, Российская империя — 1 апреля 1982, Пассейик, США) — украинский националист, начальник штаба Полесской сечи, полковник армии УНР.

## Биография
Родился 5 июля 1891 года в Старой Рафаловке в семье лесника. Детство провел на ровенском Полесье. Учился в Житомире, в Сумах, в Киеве.
Был кадетом в одном из кадетских корпусов русской императорской армии, а затем окончил ещё и военную инженерно-механическую школу. Оттуда был назначен в Киевскую авиационно-автомобильную мастерскую. В то время авиация и автомобильные части только зарождались и такая военная специализация была довольно редкой. С 1915 года Петр Смородский возглавлял технический отдел и был одновременно начальником команды при мастерской.
В феврале 1917 года согласно приказу генерального штаба перебрал пост заведующего автомобильного сектора Румынского фронта, а весной следующего года был переведен в личный состав 3-й Кавказской дивизии, штаб которой находился в Тифлисе. Оттуда, с большими препятствиями, возвратился в Кременчуг, а уже оттуда в Киев, чтобы попасть в ряды Украинской армии.
С 12 мая 1918 года — чиновник 1-го ранга общего отдела Военного министерства Украинской Державы.
С 1 августа 1918 года и в 1919 году — в должности главного военного журналиста Военного министерства Украинской Державы, затем УНР. По состоянию на 4 августа 1920 года — начальник общей части Главной мобилизационно-персональной управы Военного министерства УНР. По состоянию на 18 июня 1921 года — начальник канцелярии Военного министерства УНР.

### В эмиграции
С 1920-х в эмиграции. Окончил Лесную школу в Варшаве и отдел агрономии Высшего технического института в Париже. Работал инженером-агрономом в Сарненском повете.
В 1939 году, после оккупации Западной Украины советской армией, был арестован НКВД, сбежал из-под ареста, скрывался во Львове до прихода немцев.

### В Полесской сечи
В 1941 году работал поветским агрономом в Сарнах. Поддерживал тесные связи с атаманом Полесской Сечи Тарасом Бульбой-Боровцом, с лета 1941 года был начальником его штаба и начальником школы подстаршин. После перехода части воинов Полесской Сечи в состав УПА-Север, вследствие конфликта между ОУНР с бульбовцами, выехал в Ровно.
Работал инженером-агрономом в Ровно, Львове, Стрые, откуда эмигрировал в Австрию.
В 1949 году эмигрировал в США, где жил в Пассейиике.
Умер 1 апреля 1982 года.